# 庫佩奇
50°59′46″N 28°47′5″E / 50.99611°N 28.78472°E

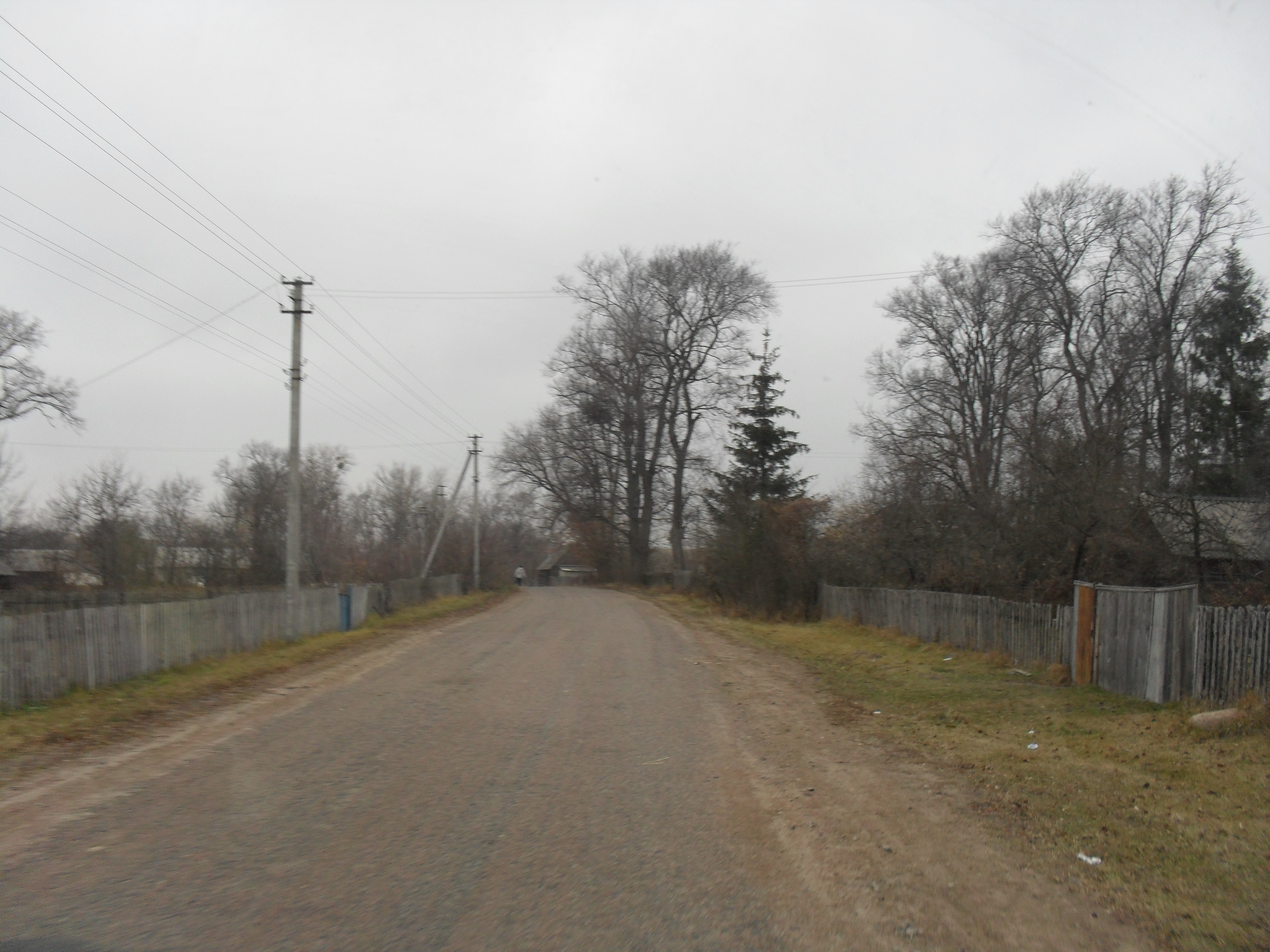

庫佩奇（烏克蘭語：Купеч），是烏克蘭的村落，位於該國北部日托米爾州，由科羅斯堅區負責管轄，始建於1834年，面積1.5平方公里，海拔高度172米，2001年人口176，人口密度每平方公里117.02人。